# Dactylolabis (Dactylolabis) sexmaculata
Dactylolabis (Dactylolabis) sexmaculata is een tweevleugelige uit de familie steltmuggen (Limoniidae). De soort komt voor in het Palearctisch gebied.